# كلية الطب في جامعة حجة تبة
كلية الطب في جامعة حجة تبة (بالتركية: 'Hacettepe Üniversitesi Tıp Fakültesi)‏ هي كلية طب تقع في المركز الطبي لجامعة حجة تبة في مدينة أنقرة.
أنشات الكلية في 2 شباط 1954 كفرع لصحة الأطفال تابع لكلية الطب في جامعة أنقرة.
تعد الكلية أفضل كليات الطب في تركيا حسب تصنيف الQS.